# AdBlock
AdBlock – wtyczka dla przeglądarek internetowych, która umożliwia blokowanie wyświetlania reklam internetowych.
AdBlock używany jest przez co najmniej 60 milionów użytkowników. Rozszerzenie to jest najpopularniejszą wtyczką dla Chrome: liczba pobrań to powyżej 350 mln.

## Historia
W grudniu 2009 roku amerykański programista Michael Gundlach napisał wersję rozszerzenia przeznaczoną dla przeglądarki Chrome. W 2010 roku na prośbę Apple Inc. dodano wsparcie dla przeglądarki Safari. W 2012 roku AdBlock wspierał również przeglądarki Firefox i Opera.
W grudniu 2015 roku twórcy wtyczki ogłosili, że nie będą już rozwijane nowe wersje AdBlocka dla przeglądarki Firefox. Poprzednie wersje nadal są dostępne do pobrania.
W lipcu 2022 roku, w odpowiedzi na zapowiedziane przez Google zmiany dotyczące wtyczek w przeglądarkach opartych na Chromium (nazwane „Manifest V3”), twórcy ogłosili, że wtyczka będzie działać pomimo ograniczeń, aczkolwiek bez niektórych funkcji. 

## Funkcje
Rozszerzenie nie tyle filtruje załadowaną wcześniej treść, ile w ogóle blokuje pobieranie reklam, co przyczynia się do ograniczenia ruchu w sieci. W odróżnieniu od Adblock Plus, automatycznie instaluje swoje filtry. AdBlock jest oprogramowaniem typu open source.
AdBlock umożliwia tworzenie białych list, dzięki czemu można określić, na jakich stronach lub na jakich konkretnych kanałach YouTube reklamy będą wyświetlane.
Przeglądarki wspierane przez AdBlocka to: Google Chrome, Firefox, Safari i Opera. AdBlock jest dostępny w 40 językach, na licencji GPLv3.